# Pizzo d’Andolla
Der Pizzo d’Andolla ist trotz seiner Höhe von nur 3654 m ü. M. inmitten all der Viertausender der Walliser Alpen ein markanter Grenzgipfel zwischen der Schweiz und Italien. Der Berg liegt östlich des Schweizer Ortes Saas-Almagell.
Sein Nordwestgrat verbindet den Pizzo d’Andolla über das Portjenhorn (3567 m) und den Zwischbergenpass mit dem Südgrat des Weissmies.
Bekannt sind die beiden Gipfel unter dem Namen Portjengrat auch als Klettergebiet im Bereich der Almageller-Hütte. Der eigentliche Portjengrat ist jedoch der Südwestgrat auf den Pizzo d’Andolla.